# Wczele (herb szlachecki)
Wczele (Łębno, Pczelicz, Szachownica, Szczela, Wczela, Wszczele, Wszczelic, Leben, Zemsta ) – herb szlachecki.

## Opis herbu
Tarczę stanowi szachownica złoto-srebrna. W klejnocie Murzynka z takąż szachownicą, w sukni srebrnej z takąż przepaską na włosach.
Labry: złote podbite srebrem.
Herb ten występuje w kilku odmianach barw szachownicy: srebrno-czerwona, czarno-złota i błękitno-srebrna. Niektóre rodziny pieczętowały się herbem z chłopem w klejnocie.
Herb Wczele łamie zasadę alternacji heraldycznej, zabraniającej kładzenia metalu na metal (i barwy na barwę). Jednakże istnieją opinie, że zasada alternacji nie dotyczy sąsiadujących pól, a jedynie figur w polach.

## Najwcześniejsze wzmianki
- 1368 pieczęć Czemy z Właściejowic starosty sieradzkiego,
- 1401 najstarsza wzmianka o herbie w zapiskach sądowych.

## Legenda herbowa
Każdy herb szlachecki posiadał własną, wywodzącą się z dawnych bajek i mitów legendę. Na podstawie dawnych mitów i/lub godła oraz klejnotu, wyjaśniała ona pochodzenie herbu i rodu. Marek Derwich w książce Herby, legendy, dawne mity przytacza za Gniazdem cnoty Paprockiego legendę herbu Wczele.
Otóż protoplasta rodu brał udział w pierwszej wyprawie krzyżowej. Podczas oblężenia Jerozolimy saraceńska księżniczka wyzywała rycerzy na pojedynek szachowy. Zwycięzca miał prawo z całej siły zdzielić przeciwnika szachownicą W ŁEB – stąd nazwa herbu: ŁĘBNO. Analogicznie WCZELE pochodzi od uderzenia w czoło.
Według innej wersji protoplastą rodu był Ślązak Holub, który podczas swoich podróży trafił na dwór murzyńskiego króla. Córka monarchy wyzwała go na pojedynek na wyżej opisanych zasadach. Holub grzmotnął ją w głowę tak mocno, że połamał szachownicę, za co od ojca królewny otrzymał herb.

## Herbowni
Lista sporządzona została na podstawie wiarygodnych źródeł, zwłaszcza klasycznych i współczesnych herbarzy. Należy jednak zwrócić uwagę na częste zjawisko przypisywania rodom szlacheckim niewłaściwych herbów, szczególnie nasilone w czasie legitymacji szlachectwa przed zaborczymi heroldiami, co zostało następnie utrwalone w wydawanych kolejno herbarzach. Identyczność nazwiska nie musi oznaczać przynależności do danego rodu herbowego. Przynależność taką mogą bezspornie ustalić wyłącznie badania genealogiczne.
Najobszerniejszą listę herbownych (w infoboksie) stworzył Tadeusz Gajl w swoim Herbarzu Polskim.
Bacewicz, Berkowski.
Ceyma, Chełkowski, Chomentowski, Chomętowski, Chudzicki, Chwałkowski, Chyłkowski
Daleszyński, Dobiejewski, Dobiejowski, Dobkiewicz, Droszewski, Drożewski, Drożowski, Druff, Druw, Dzberkowski, Dziakiewicz, Dziakowicz, Dziekczyński, Dzieleczyński, Dzieleszyński, Dzieszulski.
Figler, Foglar, Fogler
Gałęski, Gawroński, Głowczyński, Głuchowski, Gniazdowski, Golanka, Golian, Grabowiec, Grabowski, Grabski, Gurowski
Herman, Hołub
Iwan
Jabłkowski
Kaczanowski, Karchowski, Karmański, Karmieński, Karmiński, Karszanowski, Kemblan, Kęblan, Kościński, Kotowiecki, Kucharski
Lechon, Lechoń, Libek, Libeko, Lucieński, Luciński, Ludsławski, Ludzisławski, Luteński, Lutyński
Mieleński, Mieliński, Mieloński, Mileński, Miliński, Mrawiński, Mrowiński, Myślecki, Myślęcki
Naleski, Nalewski
Pasikon, Pelcz, Piasecki, Płuchowski, Pogorzelski, Pretficz, Pretwicz, Prytwicz,
Rumiejewski, Rumiejowski, Rumiewski, Runiewski, Rzegnowski, Rzegocki, Rzeszotarski
Setlewski, Siekowski, Skoraczewski, Solecki, Szetlewski, Szołowski, Szomański, Szucki
Tłuchowski, Trzecki, Tumigrała
Wielicki, Włościejewski, Włościejowski, Wolanowski, Wsołowski, Wszołowski
Zagłoba, Zagroba, Zberkowski, Zuillard

### Znani herbowni
- Bernard Pretwicz (~1500 – 1563), rotmistrz królewski, starosta barski i trembowelski, brał udział w walkach przeciw Tatarom.
- Achacy Cema, wojewoda malborski, kasztelan gdański od 1531.
- Achacy Cema, wojewoda pomorski 1566-1576.
- Fabian Cema, wojewoda malborski 1566–1580.
- Fabian Cema, wojewoda malborski 1581–1605.
- Jakub Pretwicz, wojewoda podolski 1607-1613, brał udział w walkach przeciw Kozakom i Tatarom.
- Stanisław Grabski (1633–1693), kasztelan rogoziński 1678-1693,
- Melchior Gurowski, kasztelan międzyrzecki 1689, gnieźnieński 1695, poznański 1697.
- Władysław Roch Gurowski, marszałek nadworny litewski od 1768, marszałek wielki litewski od 1781.
- Leon Grabski (1853 – 1918), przedsiębiorca, deputowanym frakcji polskiej do pruskiego Reichstag.
- Edward Zenon Grabski (1883-1951), działacz społeczno-gospodarczy okresu II Rzeczypospolitej.
- Adam Gurowski (1805–1866), publicysta, działacz polityczny okresu powstania listopadowego i Wielkiej Emigracji
- Ignacy Gurowski (1812–1887), powstaniec listopadowy, grand Hiszpanii
- August Chełkowski, Senator 1989 - 1999, marszałek senatu RP II kadencji.

## Postacie literackie pieczętujące się herbem Wczele
- Jan Onufry Zagłoba – bohater cyklu powieści Henryka Sienkiewicza Ogniem i mieczem, Potop oraz Pan Wołodyjowski.